# Blek le Rat
Blek le Rat (ejtsd: [blɛk lə ʁa]; születési neve Xavier Prou, Párizs, 1951 vagy 1952 –) francia graffitiművész. Ő volt az egyik első graffitiművész Párizsban, és a „stencilgraffiti atyjaként” emlegetik.
Xavier Prou 1951-ben vagy 1952-ben született Boulogne-Billancourtban, Párizs nyugati külvárosában.

## Fiatalkora és hatások
Blek 1981-ben kezdte alkotásait, és patkányokat ábrázoló sablonokat festett Párizs utcáinak falaira. A patkányt úgy jellemezte, mint „az egyetlen szabad állatot a városban”, és olyannak, amely "mindenütt terjeszti a pestist, akárcsak az utcai művészet". Neve a Blek le Roc című képregényből származik, a "rat" szót az "art" anagrammájaként használja.
1971-es látogatása után kezdetben New York korai graffitiművészete befolyásolta, és olyan stílust választott, amely a két város eltérő építészete miatt jobban illik Párizshoz. Felismerte magán Richard Hambleton kanadai művész hatását is, aki az 1980-as években nagyméretű emberi alakokat festett. 1985-ben a graffiti- és városi művészeti mozgalom első találkozóján volt Bondyban (Franciaország), a VLP-n. Blek legrégebbi megőrzött street art graffitóját, Caravaggio Madonna di Loretájának 1991-es másolatát, amelyet leendő feleségének, Sybille-nek szentelt, egy lipcsei ház falán lévő plakátok mögött fedezték fel újra, 2012-ben.
A francia hatóságok 1991-ben azonosították Bleket, amikor letartóztatták Caravaggio Madonna és gyermeke másolatának sablonozása közben, a kapcsolatot Blekkel és alkotásaival a rendőrség állapította meg. Ettől kezdve kizárólag előre sablonozott plakátokkal dolgozott, hivatkozva a médium gyorsabb felvitelére a falakra, valamint a tettenérés esetén mérsékelt büntetésre.
Nagy hatással volt a mai graffiti- és „gerillaművészeti” mozgalmakra, munkásságának fő motivációja a társadalmi tudatosság és az a vágy, hogy a művészetet eljuttassa az emberekhez. Sok darabja magányos egyének képei nagyobb, elnyomó csoportokkal szemben.  2006-ban kezdte meg hajléktalanokat ábrázoló képsorozatát, amely a járdán állva, ülve vagy fekve ábrázolja őket, hogy megpróbálja felhívni a figyelmet arra, amit globális problémának tekint.

## Banksy befolyása és véleménye
Banksy brit graffitiművész és Blek kifejezték kölcsönös együttműködési szándékukat; 2011-ben Blek egy falfestményhez csatlakozott, amelyet az előző évben kezdett el Banksy a San Francisco-i Mission Districtben. Blek munkái rendkívül nagy hatással vannak az utcai művészek jelenlegi generációjára, ahogyan erre Banksy is utalt, és kijelentette: „Minden alkalommal, amikor azt gondolom, hogy valami kissé eredetit festettem, rájövök, hogy Blek le Rat is ezt csinálta. Csak húsz évvel korábban.”

## Kiállítások
2003 októberében volt Blek le Rat első önálló kiállítása az Egyesült Királyságban, Londonban, a Leonard Street Galleryben. 2008-ban részt vett a Cans Fesztiválon, amelyen a londoni Waterloo-ban szabadtéri utcai sablonfestést mutattak be.
Amerikai galériájában 2008-ban debütált a Los Angeles-i Subliminal Projects Galériában. Festményeket, szitanyomásokat és háromdimenziós grafikákat, valamint feleségétől, Sybille Prou-tól származó fényképeket tartalmazott.
Bleknek 2009 decemberében kiállítása is volt a Melbourne-i Metro Galériában, amely az ausztrál street art központja. A Le Ciel Est Bleu, La Vie Est Belle (Kék az ég, szép az élet) című tárlaton fatáblák, vászon, szitanyomatok és fényképek mutatkoztak be, amelyek az 1980-as évek elejétől napjainkig követik nyomon a művész életművét.
Blek le Rat mindazonáltal kifejezte, hogy az utcákat részesíti előnyben a galériákkal szemben, és kijelentette, hogy egy művész integritása az, hogy minél több ember lássa, nem pedig az, hogy eladják vagy elismerjék egy múzeumban.
2014-ben Blek le Rat 3 nagyméretű eredeti festményt és 25 egyedi, litográfiával ellátott monotípiából álló kiadást állított ki olyan környezetben, amely áthidalja ezeket a hagyományos tereket – a New York-i Quin szállodában – a szálloda Quin Arts programjának részeként. A művész a litográfiákat a New York-i Művészeti Akadémián készítette, amikor a Quin hotel rezidens művészeként dolgozott. A „Menekülés Párizsból” együttes elnevezésű kiállítást DK Johnston, a The Arts Fund kurátora készítette. A Quin állandó gyűjteményéhez tartozik még Blek le Rat Love America című alkotása a 14. emeleten, és kölcsönzött művek: a Great Wedding a második emeleten, a What Has Been Seen Cannot Be Unseen a tárgyalóteremben és a Tango a hallban. Legutóbb Blek le Rat Andy Warhol képével emlékezett meg erről az együttműködésről a Quin homlokzatán.

## Fordítás
Ez a szócikk részben vagy egészben  a   Blek le Rat című angol Wikipédia-szócikk ezen változatának fordításán alapul.  Az eredeti cikk szerkesztőit annak laptörténete sorolja fel. Ez a jelzés csupán a megfogalmazás eredetét és a szerzői jogokat jelzi, nem szolgál a cikkben szereplő információk forrásmegjelöléseként.